# Condado de Yuma (Colorado)
El condado de Yuma (en inglés: Yuma County), fundado en 1889, es uno de los 64 condados del estado estadounidense de Colorado. En el año 2000 tenía una población de 9841 habitantes con una densidad poblacional de 2 personas por km². La sede del condado es Wray.

## Geografía
Según la Oficina del Censo, el condado tiene un área total de 6136 km² (2369,1 mi²), de la cual 6127 km² (2365,6 mi²) es tierra y 9 km² (3,5 mi²) (0.14%) es agua.

### Condados adyacentes
- Condado de Phillips - norte
- Condado de Chase - noreste
- Condado de Cheyenne - este
- Condado de Dundy - este
- Condado de Kit Carson - sur
- Condado de Washington - oeste
- Condado de Logan - noroeste

## Demografía
En el 2000 la renta per cápita promedia del condado era de $33 169, y el ingreso promedio para una familia era de $39 814. En 2000 los hombres tenían un ingreso per cápita de $26 124 versus $18 578 para las mujeres. El ingreso per cápita para el condado era de $16 005. Alrededor del 12.90% de la población estaba bajo el umbral de pobreza nacional.

## Comunidades

### Ciudades
- Wray
- Yuma

### Pueblo
- Eckley

### Comunidades no incorporadas
- Hale
- Idalia
- Joes
- Kirk
- Laird
- Vernon